# Sepiola trirostrata
Sepiola trirostrata är en bläckfiskart som beskrevs av Voss 1962. Sepiola trirostrata ingår i släktet Sepiola och familjen Sepiolidae. IUCN kategoriserar arten globalt som otillräckligt studerad. Inga underarter finns listade i Catalogue of Life.